# Saint-Georges-d'Aunay
Saint-Georges-d'Aunay és un municipi francès situat al departament de Calvados i a la regió de Normandia. L'any 2007 tenia 702 habitants.

## Demografia

### Població
El 2007 la població de fet de Saint-Georges-d'Aunay era de 702 persones. Hi havia 254 famílies de les quals 48 eren unipersonals (24 homes vivint sols i 24 dones vivint soles), 91 parelles sense fills, 103 parelles amb fills i 12 famílies monoparentals amb fills.
La població ha evolucionat segons el següent gràfic:
Habitants censats

### Habitatges
El 2007 hi havia 291 habitatges, 262 eren l'habitatge principal de la família, 20 eren segones residències i 9 estaven desocupats. 287 eren cases i 3 eren apartaments. Dels 262 habitatges principals, 220 estaven ocupats pels seus propietaris, 34 estaven llogats i ocupats pels llogaters i 8 estaven cedits a títol gratuït; 2 tenien una cambra, 10 en tenien dues, 25 en tenien tres, 64 en tenien quatre i 161 en tenien cinc o més. 212 habitatges disposaven pel capbaix d'una plaça de pàrquing. A 90 habitatges hi havia un automòbil i a 150 n'hi havia dos o més.

### Piràmide de població
La piràmide de població per edats i sexe el 2009 era:
| Homes | Edats   | Dones |
| ----- | ------- | ----- |
| 0     | 95 o +  | 0     |
| 0     | 90 a 94 | 4     |
| 4     | 85 a 89 | 8     |
| 0     | 80 a 84 | 4     |
| 4     | 75 a 79 | 8     |
| 20    | 70 a 74 | 4     |
| 20    | 65 a 69 | 20    |
| 16    | 60 a 64 | 28    |
| 16    | 55 a 59 | 16    |
| 16    | 50 a 54 | 12    |
| 12    | 45 a 49 | 24    |
| 28    | 40 a 44 | 28    |
| 24    | 35 a 39 | 28    |
| 28    | 30 a 34 | 24    |
| 16    | 25 a 29 | 16    |
| 24    | 20 a 24 | 8     |
| 32    | 15 a 19 | 12    |
| 28    | 10 a 14 | 44    |
| 12    | 5 a 9   | 24    |
| 12    | 0 a 4   | 28    |

## Economia
El 2007 la població en edat de treballar era de 430 persones, 339 eren actives i 91 eren inactives. De les 339 persones actives 326 estaven ocupades (187 homes i 139 dones) i 13 estaven aturades (3 homes i 10 dones). De les 91 persones inactives 31 estaven jubilades, 38 estaven estudiant i 22 estaven classificades com a «altres inactius».

### Ingressos
El 2009 a Saint-Georges-d'Aunay hi havia 264 unitats fiscals que integraven 732,5 persones, la mediana anual d'ingressos fiscals per persona era de 17.793 €.

### Activitats econòmiques
Dels 23 establiments que hi havia el 2007, 1 era d'una empresa de fabricació d'altres productes industrials, 7 d'empreses de construcció, 4 d'empreses de comerç i reparació d'automòbils, 1 d'una empresa de transport, 1 d'una empresa d'hostatgeria i restauració, 1 d'una empresa d'informació i comunicació, 5 d'empreses de serveis, 2 d'entitats de l'administració pública i 1 d'una empresa classificada com a «altres activitats de serveis».
Dels 5 establiments de servei als particulars que hi havia el 2009, 2 eren fusteries i 3 lampisteries.
L'any 2000 a Saint-Georges-d'Aunay hi havia 44 explotacions agrícoles que ocupaven un total de 1.650 hectàrees.

## Equipaments sanitaris i escolars
El 2009 hi havia una escola elemental.

## Poblacions més properes
El següent diagrama mostra les poblacions més properes.